# Hargs landskommun
Hargs landskommun var en tidigare kommun i Stockholms län.

## Administrativ historik
Landskommunen bildades 1863 ur Hargs socken i Frösåkers härad i Uppland. Vid kommunreformen 1952 uppgick denna landskommun i Frösåkers landskommun som 1957 uppgick i Östhammars stad  som 1971 ombildades till Östhammars kommun samtidigt som området övergick till Uppsala län.

## Politik

### Mandatfördelning i Hargs landskommun 1938-1946
| 15 | 7 | 3 |

| 24 |

| 14 | 4 | 2 |

| 20 |

| 1 | 8 | 5 | 2 | 3 | 1 |

| 20 |